# Triptis
Triptis je město v durynském zemském okrese Sála-Orla. Patří do stejnojmenného správního orgánu Triptis. Město se nachází na dálnici A 9 a na železniční trati z Gery do Saalfeldu/Saale.

## Geografie
Město se nachází v údolí. Ve východní části této oblasti je horní tok Orla, jihovýchodně od města je přehrada.
Sousední obce jsou Bremsnitz, Karlsdorf, Renthendorf, Schwarzbach, Auma-Weidatal, Geroda, Mittelpöllnitz, Tömmelsdorf, Lemnitz, Miesitz, Dreitzsch, Rosendorf, Neustadt an der Orla a Stanau.
Části obce: Oberpöllnitz, Döblitz, Hasla, Schönborn a Ottmannsdorf.

## Historie
Město je poprvé uvedeno v dokladech v květnu 1212. V roce 1373 dostalo město právo na vaření piva. V roce 1871 byla otevřena železniční trať Gera - Saalfeld an der Saale. V roce 1907 založil Triptis jednu z prvních zemědělských vzdělávacích škol v Durynsku. Škola byla uzavřena v roce 1990 po 85 letech vyučování. Během druhé světové války bylo v Triptisu 128 válečných zajatců ze zemí okupovaných Německem.

## Populační vývoj
| Rok  | Počet obyvatel |
| ---- | -------------- |
| 1830 | 1224           |
| 1994 | 4636           |
| 1995 | 4619           |
| 1996 | 4548           |
| 1997 | 4542           |
| 1998 | 4441           |
| 1999 | 4396           |
| 2000 | 4340           |
| 2001 | 4285           |
| 2002 | 4231           |
| 2003 | 4164           |
| 2004 | 4117           |
| 2005 | 4040           |
| 2006 | 3954           |
| 2007 | 3878           |
| 2008 | 3814           |
| 2009 | 3756           |
| 2010 | 3729           |
| 2011 | 3897           |

Zdroj dat od roku 1994: Durynský zemský úřad pro statistiku

## Politika

### Rada města
Rada města je v tomto složení od 7. června 2009.
| Strana                     | Procent | Mandátů |
| -------------------------- | ------- | ------- |
| Volné společenství Triptis | 48,6%   | 8       |
| CDU                        | 16,4%   | 3       |
| Volba pro Triptis          | 14,2%   | 2       |
| Levice                     | 14,1%   | 2       |
| SPD                        | 6,7%    | 1       |
| Volební účast              | 55,5%   |         |

### Starosta
Starostou Triptisu je Berthold Steffen (FWG Triptis). Zvolen byl dne 7. května 2006 se 98,3% odevzdaných hlasů (s volební účastí 39,2% voličů).

## Znak
"Ve zlatě na zeleném trávníku je dub se zelenými listy a plody, mezi nimi muž, který jde s dámou se závojem a korunkou na hlavě."

### Historie
Nejstarší pečeť města pochází z roku 1360 a je na ní strom a dvě postavy v dlouhých šatech. Mohla by to být reprezentace Navštívení Panny Marie.

## Partnerská města
- Blovice
- Quessy
- Zell na Mosele

## Muzea
- Muzeum "Dům Schwandeků"
- Muzeum ve stodole Leubsdorf
- Vesnické muzeum

## Sport

### Bazén
Triptis má venkovní bazén, který se poprvé otevřel 24. června 1934. V letech 1998-2003 byl bazén přestavěn a zrenovován.

## Ekonomika a infrastruktura

### Doprava
Triptis má stanici na železniční trati z Lipska.
Na západním okraji města, je dálnice a federální hlavní silnice 281 .

### Průmysl
- Triptiser - porcelán

## Osobnosti
- Karl Friedrich Nagler (1876-1938), hudební ředitel
- Abicht Albert (1893-1973), farmář a politik
- Alfred Ehrhardt (1901-1984), fotograf a dokumentarista
- Herbert Dassler (1902-1957), politik (NSDAP), poslanec
- Hans Kreher (* 1943), politik
- Marlies Goehr (* 1958), atletická olympijská vítězka